# Campeonato Pernambucano 1983
In 1983 werd het 69ste Campeonato Pernambucano gespeeld voor voetbalclubs uit de Braziliaanse staat Pernambuco. De competitie werd georganiseerd door de FPF en werd gespeeld van 5 juni tot 18 december. Er werden drie toernooien gespeeld en de drie winnaars plaatsten zich voor de supergroep. Santa Cruz werd kampioen.

## Eerste toernooi

### Eerste fase

#### Groep A
| Plaats | Club             | Wed. | W | G | V | Saldo | Ptn. |
| ------ | ---------------- | ---- | - | - | - | ----- | ---- |
| 1.     | Sport do Recife  | 5    | 4 | 1 | 0 | 15:1  | 9    |
| 2.     | Santa Cruz       | 5    | 4 | 1 | 0 | 15:2  | 9    |
| 3.     | Paulistano       | 5    | 3 | 0 | 2 | 8:6   | 6    |
| 4.     | América          | 5    | 1 | 1 | 3 | 5:15  | 3    |
| 5.     | Santo Amaro      | 5    | 0 | 2 | 3 | 2:13  | 2    |
| 6.     | Atlético Caruaru | 5    | 0 | 1 | 4 | 2:10  | 1    |

|  | Geplaatst voor finalegroep |

#### Groep B
| Plaats | Club                  | Wed. | W | G | V | Saldo | Ptn. |
| ------ | --------------------- | ---- | - | - | - | ----- | ---- |
| 1.     | Náutico               | 4    | 4 | 0 | 0 | 19:2  | 8    |
| 2.     | Central               | 4    | 3 | 0 | 1 | 12:4  | 6    |
| 3.     | Sete de Setembro      | 4    | 2 | 0 | 2 | 6:2   | 4    |
| 4.     | Ferroviário do Recife | 4    | 1 | 0 | 3 | 1:14  | 2    |
| 5.     | Íbis                  | 4    | 0 | 0 | 4 | 0:16  | 0    |

|  | Geplaatst voor finalegroep |

#### Finalegroep
| Plaats | Club            | Wed. | W | G | V | Saldo | Ptn. |
| ------ | --------------- | ---- | - | - | - | ----- | ---- |
| 1.     | Náutico         | 3    | 2 | 1 | 0 | 6:1   | 5    |
| 2.     | Santa Cruz      | 3    | 2 | 0 | 1 | 5:4   | 4    |
| 3.     | Sport do Recife | 3    | 1 | 1 | 1 | 3:1   | 3    |
| 4.     | Central         | 3    | 0 | 0 | 3 | 3:11  | 0    |

|  | Geplaatst voor finale |

### Tweede fase

#### Groep A
| Plaats | Club        | Wed. | W | G | V | Saldo | Ptn. |
| ------ | ----------- | ---- | - | - | - | ----- | ---- |
| 1.     | Náutico     | 5    | 4 | 1 | 0 | 18:2  | 9    |
| 2.     | Santa Cruz  | 5    | 4 | 1 | 0 | 15:1  | 9    |
| 3.     | Paulistano  | 5    | 2 | 1 | 2 | 5:4   | 5    |
| 4.     | América     | 5    | 1 | 2 | 2 | 5:10  | 4    |
| 5.     | Íbis        | 5    | 0 | 2 | 3 | 5:19  | 2    |
| 6.     | Santo Amaro | 5    | 0 | 1 | 4 | 3:15  | 1    |

|  | Geplaatst voor finalegroep |

#### Groep B
| Plaats | Club                  | Wed. | W | G | V | Saldo | Ptn. |
| ------ | --------------------- | ---- | - | - | - | ----- | ---- |
| 1.     | Sport do Recife       | 4    | 4 | 0 | 0 | 15:3  | 8    |
| 2.     | Central               | 4    | 3 | 0 | 1 | 8:5   | 6    |
| 3.     | Ferroviário do Recife | 4    | 1 | 1 | 2 | 3:7   | 3    |
| 4.     | Sete de Setembro      | 4    | 0 | 2 | 2 | 1:3   | 2    |
| 5.     | Atlético Caruaru      | 4    | 0 | 1 | 3 | 1:10  | 1    |

|  | Geplaatst voor finalegroep |

#### Finalegroep
| Plaats | Club            | Wed. | W | G | V | Saldo | Ptn. |
| ------ | --------------- | ---- | - | - | - | ----- | ---- |
| 1.     | Sport do Recife | 3    | 1 | 2 | 0 | 2:1   | 4    |
| 2.     | Náutico         | 3    | 1 | 1 | 1 | 3:3   | 3    |
| 3.     | Central         | 3    | 1 | 1 | 1 | 1:1   | 3    |
| 4.     | Santa Cruz      | 3    | 0 | 2 | 1 | 1:2   | 2    |

|  | Geplaatst voor finale |

### Finale eerste toernooi
|                    |               |       |       |  |
| 14 augustus Finale | Náutico       | 1 – 1 | Sport |  |
| 14 augustus Finale |               |       |       |  |
| 14 augustus Finale | Strafschoppen |       |       |  |
| 14 augustus Finale | 4 – 5         |       |       |  |

## Tweede toernooi

### Eerste fase

#### Groep A
| Plaats | Club             | Wed. | W | G | V | Saldo | Ptn. |
| ------ | ---------------- | ---- | - | - | - | ----- | ---- |
| 1.     | Santa Cruz       | 5    | 4 | 1 | 0 | 17:2  | 9    |
| 2.     | Náutico          | 5    | 3 | 2 | 0 | 15:1  | 8    |
| 3.     | Sete de Setembro | 5    | 1 | 2 | 2 | 7:8   | 4    |
| 4.     | Santo Amaro      | 5    | 2 | 0 | 3 | 4:8   | 4    |
| 5.     | Paulistano       | 5    | 1 | 1 | 3 | 4:13  | 3    |
| 6.     | Íbis             | 5    | 0 | 2 | 3 | 4:19  | 2    |

|  | Geplaatst voor finalegroep |

#### Groep B
| Plaats | Club                  | Wed. | W | G | V | Saldo | Ptn. |
| ------ | --------------------- | ---- | - | - | - | ----- | ---- |
| 1.     | Sport do Recife       | 4    | 4 | 0 | 0 | 9:0   | 8    |
| 2.     | Central               | 4    | 3 | 0 | 1 | 5:1   | 6    |
| 3.     | América               | 4    | 2 | 0 | 2 | 3:5   | 4    |
| 4.     | Atlético Caruaru      | 3    | 0 | 0 | 3 | 0:4   | 0    |
| 5.     | Ferroviário do Recife | 3    | 0 | 0 | 3 | 1:8   | 0    |

|  | Geplaatst voor finalegroep |

#### Finalegroep
| Plaats | Club            | Wed. | W | G | V | Saldo | Ptn. |
| ------ | --------------- | ---- | - | - | - | ----- | ---- |
| 1.     | Santa Cruz      | 3    | 3 | 0 | 0 | 4:0   | 6    |
| 2.     | Sport do Recife | 3    | 2 | 0 | 1 | 4:3   | 4    |
| 3.     | Náutico         | 3    | 1 | 0 | 2 | 5:4   | 2    |
| 4.     | Central         | 3    | 0 | 0 | 3 | 2:8   | 0    |

|  | Geplaatst voor finale |

### Tweede fase

#### Groep A
| Plaats | Club            | Wed. | W | G | V | Saldo | Ptn. |
| ------ | --------------- | ---- | - | - | - | ----- | ---- |
| 1.     | Sport do Recife | 4    | 4 | 0 | 0 | 19:1  | 8    |
| 2.     | Central         | 4    | 3 | 0 | 1 | 15:4  | 6    |
| 3.     | Paulistano      | 4    | 1 | 1 | 2 | 4:9   | 3    |
| 4.     | Santo Amaro     | 4    | 1 | 0 | 3 | 6:13  | 2    |
| 5.     | Íbis            | 4    | 0 | 1 | 3 | 2:19  | 1    |

|  | Geplaatst voor finalegroep |

#### Groep B
| Plaats | Club                  | Wed. | W | G | V | Saldo | Ptn. |
| ------ | --------------------- | ---- | - | - | - | ----- | ---- |
| 1.     | Santa Cruz            | 5    | 4 | 0 | 1 | 18:1  | 8    |
| 2.     | Náutico               | 5    | 4 | 0 | 1 | 7:1   | 8    |
| 3.     | América               | 5    | 2 | 2 | 1 | 4:4   | 6    |
| 4.     | Sete de Setembro      | 5    | 1 | 2 | 2 | 6:10  | 4    |
| 5.     | Ferroviário do Recife | 5    | 0 | 3 | 2 | 3:11  | 3    |
| 6.     | Atlético Caruaru      | 5    | 0 | 1 | 4 | 5:16  | 1    |

|  | Geplaatst voor finalegroep |

#### Finalegroep
| Plaats | Club            | Wed. | W | G | V | Saldo | Ptn. |
| ------ | --------------- | ---- | - | - | - | ----- | ---- |
| 1.     | Náutico         | 3    | 2 | 1 | 0 | 3:0   | 5    |
| 2.     | Santa Cruz      | 3    | 0 | 3 | 0 | 1:1   | 3    |
| 3.     | Central         | 3    | 0 | 2 | 1 | 1:2   | 2    |
| 4.     | Sport do Recife | 3    | 0 | 2 | 1 | 2:4   | 2    |

|  | Geplaatst voor finalegroep |

### Finale tweede toernooi
|                   |         |       |            |  |
| 12 oktober Finale | Náutico | 1 – 0 | Santa Cruz |  |
| 12 oktober Finale |         |       |            |  |

## Derde toernooi
Ferroviário, Íbis en Caruaru waren hiervoor uitgeschakeld.

### Eerste fase
| Plaats | Club             | Wed. | W | G | V | Saldo | Ptn. |
| ------ | ---------------- | ---- | - | - | - | ----- | ---- |
| 1.     | Náutico          | 7    | 6 | 0 | 1 | 19:3  | 12   |
| 2.     | Sport do Recife  | 7    | 6 | 0 | 1 | 12:5  | 12   |
| 3.     | Santa Cruz       | 7    | 5 | 1 | 1 | 18:5  | 11   |
| 4.     | Central          | 7    | 3 | 1 | 3 | 15:4  | 7    |
| 5.     | América          | 7    | 2 | 3 | 2 | 11:9  | 7    |
| 6.     | Paulistano       | 7    | 1 | 2 | 4 | 5:18  | 4    |
| 7.     | Sete de Setembro | 7    | 0 | 2 | 5 | 3:24  | 2    |
| 8.     | Santa Amaro      | 7    | 0 | 1 | 6 | 5:20  | 1    |

|  | Geplaatst voor finalegroep |

|                             |         |       |                      |  |
| 13 november Extra wedstrijd | Náutico | 0 – 1 | Sport Club do Recife |  |
| 13 november Extra wedstrijd |         |       |                      |  |

### Finalegroep
| Plaats | Club            | Wed. | W | G | V | Saldo | Ptn. |
| ------ | --------------- | ---- | - | - | - | ----- | ---- |
| 1.     | Santa Cruz      | 3    | 2 | 1 | 0 | 3:1   | 5    |
| 2.     | Náutico         | 3    | 1 | 1 | 1 | 4:2   | 3    |
| 3.     | Central         | 3    | 0 | 2 | 1 | 0:1   | 2    |
| 4.     | Sport do Recife | 3    | 0 | 2 | 1 | 0:3   | 2    |

|  | Geplaatst voor finale |

### Finale derde toernooi
|                    |                      |       |            |  |
| 30 november Finale | Sport Club do Recife | 0 – 1 | Santa Cruz |  |
| 30 november Finale |                      |       |            |  |

## Supergroep
| Plaats | Club            | Wed. | W | G | V | Saldo | Ptn. |
| ------ | --------------- | ---- | - | - | - | ----- | ---- |
| 1.     | Náutico         | 2    | 0 | 2 | 0 | 1:1   | 2    |
|        | Santa Cruz      | 2    | 0 | 2 | 0 | 1:1   | 2    |
| 3.     | Sport do Recife | 2    | 0 | 2 | 0 | 0:0   | 2    |

|  | Play-off |

#### Play-off
|                    |               |       |         |  |
| 18 december Finale | Santa Cruz    | 1 – 1 | Náutico |  |
| 18 december Finale |               |       |         |  |
| 18 december Finale | Strafschoppen |       |         |  |
| 18 december Finale | 6 – 5         |       |         |  |

## Kampioen
| Campeonato Pernambucano de 1983 |
| Pernambuco                      |
| ------------------------------- |
| SANTA CRUZ Kampioen (18° titel) |